# Luigi Falchi
Luigi Falchi Delitala (Sassari, 2 giugno 1873 – Sassari, 28 novembre 1940) è stato uno scrittore, poeta e giornalista italiano.

## Biografia

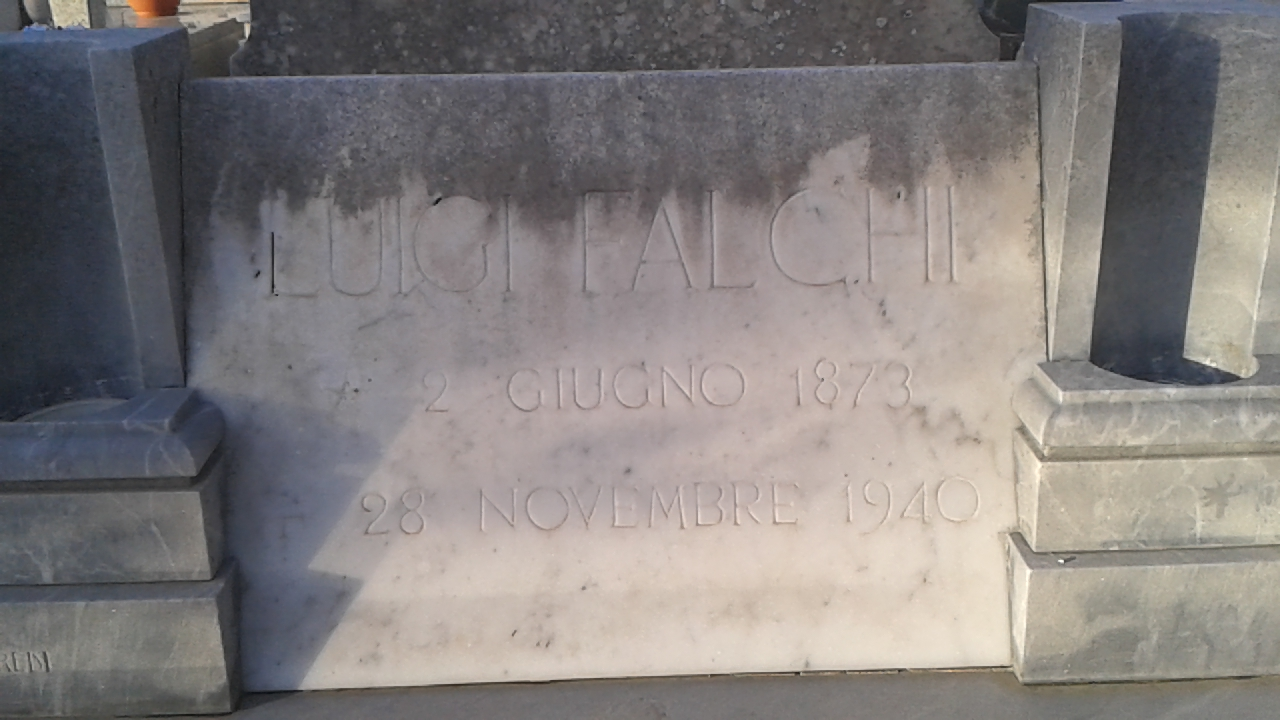
Tomba di Luigi Falchi

Apparteneva a un'antica e nobile famiglia sassarese. Suo padre era il noto avvocato Giovanni Battista Falchi Delitala (Sassari 28 gennaio 1845-Sassari 23 maggio 1925), mentre suo fratello Antonio divenne un celebre filosofo del diritto. A Sassari frequentò il liceo classico. Fondò con Sebastiano Satta e Pompeo Calvia la rivista "La terra dei Nuraghes" e strinse amicizia con Grazia Deledda con la quale ebbe un intenso scambio epistolare. 
Trasferitosi a Roma nel 1895, si laureò in giurisprudenza con una tesi in Storia del diritto. Trovò impiego presso il gabinetto del ministro di grazia e giustizia Francesco Cocco Ortu, ma, fortemente attratto dalla letteratura, ottenne anche una laurea in lettere nel 1903. Nella capitale svolse attività politica iscrivendosi al Partito radicale e venendo eletto consigliere comunale nell'amministrazione Nathan . Rivestì inoltre la carica di assessore alla pubblica istruzione a Roma. Fu anche partecipe della vita letteraria, tenendo conferenze, pubblicando libri e iniziando una lunga e durevole collaborazione con la "Nuova Antologia". 
Nel 1916 rientrò a Sassari, orientandosi, dopo un incontro con Emilio Lussu, verso l'Indipendentismo sardo, e proseguendo in questo senso la sua attività letteraria (collaborando anche al "Giornale storico della letteratura italiana" e a "Pegaso") e giornalistica. Preside di liceo, conseguì nel 1929 la libera docenza in letteratura italiana, e fu trasferito a Piacenza dal governo fascista per essere stato autore di due libri sugli ebrei in Sardegna contrari al nascente pensiero razzista. La sua opera fu molto apprezzata da Giuseppe Dessì, che inserì brani di una sua opera incompiuta in Scoperta della Sardegna (Milano, Il polifilo, 1965) e disse di lui  «nei primi anni del secolo raccolse intorno a sé le voci più significative della letteratura e dell'arte sarde...ambì, soprattutto con la sua attività giornalistica, a diventare la guida della giovane cultura isolana».

## Opere principali
- L'esposizione artistica sarda, Roma, Dante Alighieri, 1896
- Pitture di Sardegna e d'anime, Sassari, Dessì, 1897
- Storia critica della letteratura dei costumi sardi dal secolo XVI ad oggi, Sassari, Tipografia e Libreria G. Gallizzi & C., 1898
- I puristi del secolo XIX, Roma, Dante Alighieri, 1899
- Libro di visioni: liriche, Roma-Torino, Roux & Viarengo, 1905
- Intendimenti sociali di Carlo Goldoni, Roma, Dante Alighieri, 1907
- Studi di poesia cristiana, Roma, Dante Alighieri di Albrighi, Segati & C., 1914
- Gli ebrei nella storia e nella poesia popolare dei sardi, Sassari, Stamperia della Libreria italiana e straniera, 1934
- La dominazione ebraica in Sardegna, Cagliari, F.lli Melis-Schirru, 1936
- L'opera di Grazia Deledda con due appendici di lettere inedite, Milano, La prora, 1937